# Quirinaal

Kaart van Rome met de aanduiding van de heuvels.

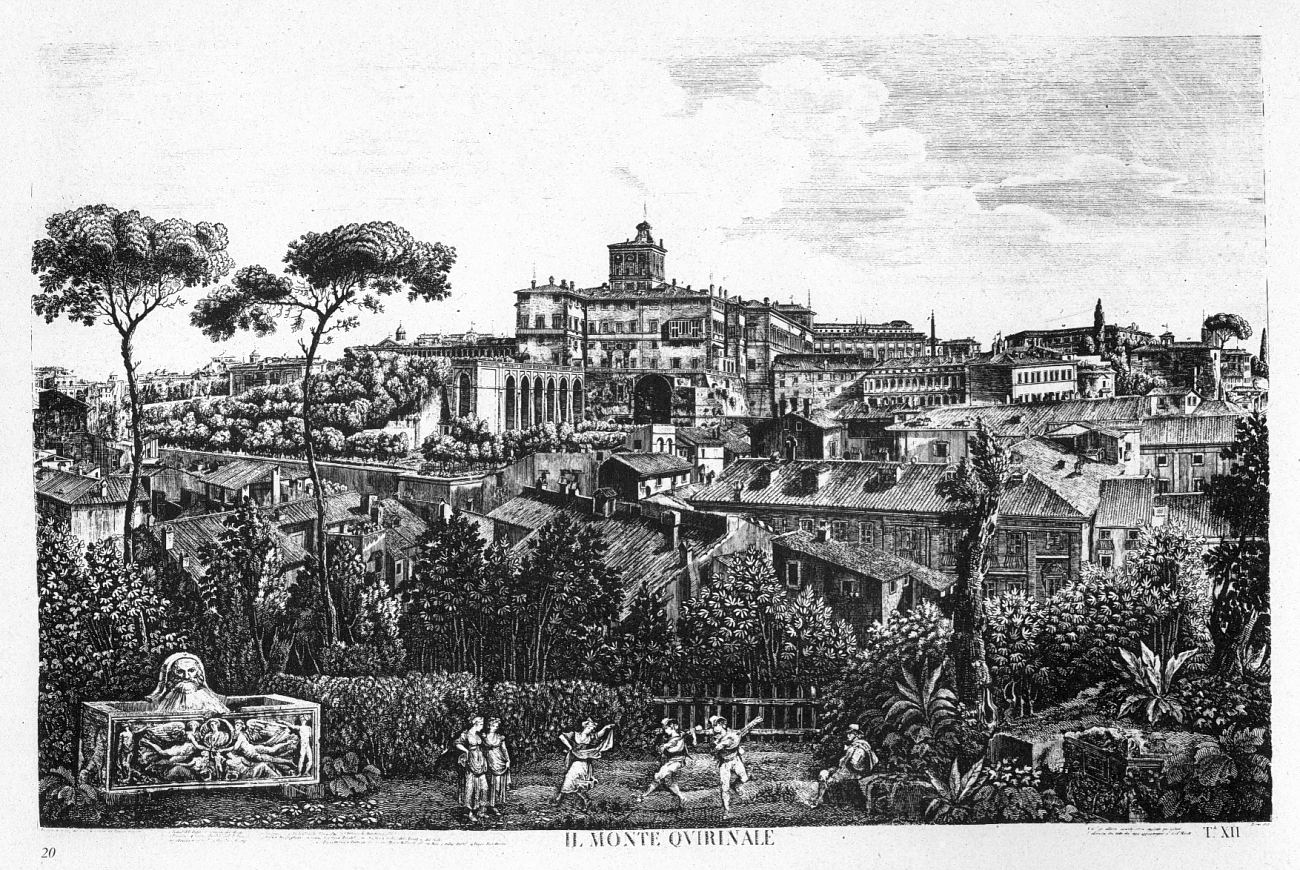
Een ets van het Quirinaal uit de serie 'I Sette Colli di Roma antica e moderna' gepubliceerd in 1827 door Luigi Rossini (1790-1857)

De Quirinaal (Latijn: Collis Quirinalis, Italiaans: Quirinale) is een van de zeven heuvels van Rome. Hij ligt in het noordoosten van het klassieke Rome. Vroeger maakte hij deel uit van een groep van heuvels waar onder meer ook Collis Latiaris, Mucialis (of Sanqualis) en Salutaris toe behoorden. Deze zijn echter verloren gegaan.
Volgens een Romeinse legende bevond zich op de Quirinaal een kleine nederzetting van de Sabijnen. De Sabijnen richtten altaren op ter ere van hun god Quirinus naar wie de heuvel is vernoemd. De aanwezigheid van de Sabijnen wordt mogelijk bevestigd door vondsten van tombes uit de 8e en 7e eeuw voor Christus.
De Romeinse hogere klasse bouwden op de Quirinaal hun villa's omdat daar de lucht gezonder was dan in het Tiberdal. Een oude wijk met deze villa's is bewaard gebleven. In deze wijk staat bijvoorbeeld het Palazzo del Quirinale uit de 16e eeuw. Dit was de voormalige zomerresidentie van de Paus. Later was het tot 1946 de residentie van de Italiaanse koningen en tegenwoordig de ambtelijke woning van de president.

## Overige monumenten
Andere belangrijke monumenten op de heuvel zijn:
- Sant'Andrea al Quirinale

Deze kerk werd gebouwd van 1658 tot 1670 door Gian Lorenzo Bernini. De stijl van de kerk is barok. Opvallend is dat de lengte van het altaar naar de ingang korter is dan de breedte van de kerk.
- De vier fonteinen (Quattro Fontane)

De vier fonteinen stellen de stroomgoden Tiber en Arno en de godinnen Juno en Diana voor.
- San Carlo alle Quattro Fontane

Deze zeer kleine kerk werd zonder honorarium van 1631 tot 1641 gebouwd door Francesco Borromini.
- Fontana dell'Acqua Felice, de Mozesfontein gebouwd in opdracht van paus Sixtus V
- Palazzo Volpi di Misurata, tegenover San Carlino
- Palazzo del Drago
- Palazzo Baracchini (nu het ministerie van defensie)
- De kerk van San Silvestro al Quirinale
- Villa Colonna (17e eeuw)
- Palazzo della Consulta